# Molophilus bidens
Molophilus bidens là một loài ruồi trong họ Limoniidae. Chúng phân bố ở miền Australasia.